# Radványi Barna
Radványi Barna (Győrtelek, 1929. január 26. – 2007. június 26.) magyar újságíró, humorista.

## Életpályája
Egyetemi tanulmányait az ELTE-n végezte, magyar szakon. 1965 és 1987 között a Ludas Matyi című lap belső munkatársa, rovatvezetője, majd tíz éven át olvasószerkesztője volt. 1996 és 1999 között az akkoriban újraindult Ludas Matyi főszerkesztőjeként dolgozott. Sokat publikált 1992 után az Úritökben, a Nap-szúrásban és 1994-99 között a Pesti Viccben. 1969 és 1985 között az egyik állandó szerzője és előadója volt a Rádió Kabarészínházának. 1971-1972-ben az MTV Humoristák Klubja című sorozatában szerepelt.
A Rádió Kabarészínház antológiákban kiadott jelenetei:
- Az áldozat
- Miért nincsenek nálunk zsiráfok?
- Húsvéti kabarétojás
- Nyelvében él a tolvaj (avagy Édes tolvajnyelvünk)
- Nagy család társat keres (Társszerző: Peterdi Pál)

## Főbb művei
- Csak fiatalosan! Kis közlekedési kalandregény; szöveg Radványi Barna, rajz Endrődi István; Fővárosi Közlekedésbiztonsági Tanács, Bp., 1981
- Kabaré-habarék. Antológia, 1986.